# FC Eintracht Norderstedt 03
FC Eintracht Norderstedt von 2003 e.V. – niemiecki klub piłkarski z siedzibą w mieście Norderstedt, występujący w Regionallidze (grupa Nord), stanowiącej czwarty poziom rozgrywek w Niemczech.

## Historia
Klub został założony w 1945 roku jako SV Eintracht Garstedt. W 1972 roku przyłączył się do 1. SC Norderstedt, utworzonego dwa lata wcześniej jako Tanzportverein Norderstedt. W 1987 roku po raz pierwszy awansował do trzeciej ligi, którą była wówczas Oberliga (grupa Nord). Występował w niej do końca sezonu 1993/1994, po którym spadł z ligi. W 1995 roku awansował z powrotem do trzeciej, którą stanowiła już Regionalliga (grupa Nord). Grał w niej przez pięć sezonów. Potem spadł do Oberligi, w której występował do 2003 roku. Następnie sekcja piłkarska odłączyła się od klubu i utworzyła FC Eintracht Norderstedt 03. Klub ten rozgrywki rozpoczął od ósmej ligi, a w ciągu 11 lat awansował o cztery poziomy, do czwartej ligi (Regionalliga Nord).

## Występy w lidze
| Liga                      | Poziom | Sezony | Miejsce   |
| ------------------------- | ------ | ------ | --------- |
| Oberliga (grupa Nord)     | III    | 7      | 1987–1994 |
| Regionalliga (grupa Nord) | III    | 5      | 1995–2000 |